# Jarmila Svatá
Jarmila Svatá (23. září 1903, Kolín – 29. dubna 1964, Praha) byla česká herečka a spisovatelka.

## Biografie

### Dětství
Jarmila Svatá se narodila 23. září 1903 v Kolíně. Její otec Michal Svatý byl poštovním úředníkem. Matka Růžena Svatá, za svobodna Klecanská, pocházela z rodiny zednického mistra. Jarmila Svatá měla mladší sestru Věru, která se později provdala do rodiny kolínského podnikatele Mandelíka. Rodina vychovávala dcery v katolickém prostředí. Jarmila jako desetileté děvče přijala svaté přijímání 15. června 1913 v chrámu sv. Víta na Zálabí v Kolíně. Rodina Svatých se často stěhovala po Kolíně. V roce 1907 žili v ulici Tovární 16. Poté v roce 1911 bydleli v ulici Luční 421, která byla později přejmenovaná na Hánínskou č. 421. V letech 1915–1917 žili v ulici Na Palečku č. 234, odtud se přestěhovali do ulice Tovární třída 45. Do obecné školy nastoupila 18. září 1909. Od roku 1914 do roku 1917 navštěvovala měšťanskou dívčí školu v Kolíně na adrese Školská 42. Prospěchově příliš nevynikala. Již v posledním ročníku měšťanské školy byla hodnocena z českého jazyka známkou 2, na obchodní akademii si v prvním pololetí, jak v ročníku prvním, tak i ve druhém, zhoršila prospěch z mateřštiny na trojku. Měla problémy s morálkou. Obvyklá známka 2 a v posledním ročníku dokonce poznámka za nedovolenou návštěvu taneční zábavy, kvůli které měla neomluvených pět hodin. Po absolvování dvouleté veřejné Obchodní akademie v Kolíně nastoupila v roce 1921 jako bankovní úřednice.

### Divadelní a filmové herectví
V Kolíně hrála v ochotnickém divadle Klubu mladých. Po přestěhování do Prahy v roce 1923 působila ve sboru dr. Hilara, jehož svým vzezření oslnila natolik, že ji angažoval jako elévku Národního divadla (působila zde od 6. června 1924 do 14. prosince 1926). „Byla žačkou zpěvu u Iši Grégrové a Marie Hübnerové.“ 28. srpna 1927 byla pozvána divadlem sdružených měst východočeských a českého severu, aby vystoupila již 3. září v Poděbradech. Měla zpívat partii Traviattu, pokud by ji uměla nazpaměť, jinak by získala nejspíše podřadnější roli. Zásluhou svého bratrance Karla Teiga byla Jarmila u zrodu Devětsilu – „středisko tehdejších komunistických kulturních pracovníků.“ Stala se tak osobní přítelkyní J. Fučíka, S. K. Neumanna, V. Nezvala, J. Hory, K. Konráda a setkala se „mj. s režiséry Emilem Františkem Burianem, Jiřím Frejkou a Jindřichem Honzlem. Hrála v jejich experimentálních inscenacích (převážně v Divadle na Slupi, malostranské Umělecké besedě a v původním Osvobozeném divadle), později působila v Divadle Vlasty Buriana.“ „Svou temperamentní ženskost dokázala přetvořit např. v inscenacích „Rozkošná příhoda“ (Herma), „Jan Žižka“ (Panna brněnská), „Madame Sans – Gene“ (Císařovna Marie Louisa), „Gero“ (Děvče), „Boxerský zápas“ (Tanečnice), „Cyrano z Bergeracu“ (Páže), „Klárina“ (Lea), „Nezralé ovoce“ (Françoise), „Mluvící opice“ (Artistka), „Huon z Bordeaux“ (Siréna), „Vojnarka“ (Marjánka) i „Ze života hmyzu“ (Jepice a Brouk).“ Své herecké umění ukázala i na prknech divadla Anny Sedláčkové, kde působila krátce, a to od roku 1943 do roku 1944. Zahrála si tu ve dvou velkých představeních, z čehož v jednom z nich účinkovala jako hlavní postava. Jednalo se o hru J. K. Tyla Tvrdohlavá žena v režii Z. J. Vyskočila. Jiří Frejka Jarmile napsal: „Byl jsem překvapený z toho mála, co jsem viděl… Čekal jsem že po 11 letech bude sestup naopak zde zdá se že pauza prospěla k opravdovému výkonu. (…) Že při špatné režii a žádném vedení tohle dokážeš je zázrak.“ „Uplatnila se i jako filmová herečka, menší role si zahrála v předválečných filmech Psohlavci (1931), Funebrák a Sňatková kancelář (oba 1932) a v poválečném Řeka čaruje (1946), v němž hrála s Františkem Hanusem.“ K filmu „Řeka čaruje“ bylo napsáno: „Vrací se k herecké práci po odmlčení mnoha let.“ Film zkritizován. A. M. Brousil vytýká režisérovi Krškovi slabý dialog, nepovedený střih a to, že myslel málo výtvarně. 27. března 1950 nastoupila u Československého filmu jako členka tvůrčího kolektivu. Po roce 4. srpna došlo k rozvázání pracovního poměru kvůli provedeným prověrkám tvůrčích pracovníků. Spolupracovala též scenáristicky s Československým státním rozhlasem.

### Sňatek a literární činnost
V roce 1932 se vdala za tajemníka Svazu průmyslníků prof. Ing. Josefa Fuksu, narozeného roku 1893, který byl „autorem mnoha odborných publikací z oblasti průmyslu a obchodu“ Spolu žili na Praze Smíchově, „nejdřív na Václavce a potom na Zborovské ulici" 26. Zde vedla literární a umělecký salon, v němž se scházely přední osobnosti české kultury, např. Karel Konrád, Václav Navrátil, Vlasta Petrovičová, Olga Srbová, Eduard Kohout a Josef Träger. „Od 20. let psala povídky, satirické glosy, kursivy a fejetony do časopisů jako je A - Zet, Ahoj, České slovo, Lidové noviny, Domov a svět, Rudé právo, Svět v obrazech, Nový život aj.“ V roce 1932 se prosadila na trhu její prvotina, sarkastická autobiografie Andělčina kariéra. Šéfredaktor Lidových novin Eduard Bass 3. prosince 1932 napsal: „Andělčina kariéra nás nesmírně pobavila a svou přirozeností má, jak jsem zpozoroval, plno čtenářů“. Roku 1943 získala cenu Melantrich. Díla 113 účastníků hodnotila porota, v níž zasedli doc. dr. J. B. Čapek, B. Polan a dr. J. Träger. Umístila se na 3. místě s dílem Petr zbláznil město. Za své umístění získala 15 000 Korun. Přední příčky obsadil J. Radeš s dílem Studnice zapečetěná a I. Krahulík dílem Komu pochodeň, 4. místo získala M. Součková a její tvorba Bel canto, J. Heyduk – Ztracený kluk, J. Toman – Don Miguel z Maňary a A. Vrbová – My dva.

### Závěr života Jarmily Svaté
Po roce 1958 Jarmila Svatá žila v domku v pohraniční obci Rousínov. Zde trávila jaro a léto a sem je i zasazen děj díla To byl jeden rok, který pojednává o přátelství mezi českými a německými dětmi. „Je 23. listopadu 1953. Po 8 hrozných letech se pokusím znovu psát. Budu to ještě umět? Nebo jsem nenávratně ztracena? Nevím! Bůh mi pomoc!“ Trpěla fobií, při čemž nemohla přejít ani silnici. Její stav byl nevypočitatelný. Měla úzkostlivé stavy z prostoru a nesnesla, seděl-li někdo za ní. Sama Jarmila Svatá napsala: „Dostávám hned nervový záchvat… Málokdy vycházím ven“. Po návratu z léčení umírá 29. dubna 1964 ve věku 60 let, pravděpodobně dobrovolně. Otakar Štorch-Marien jako jediný napsal více o její smrti, přímo píše o otravě plynem. „V osudný den byla sama v bytě, a mezitímco se vařila voda na černou kávu, usnula. Přetékající voda uhasila plynový plamen… a osud Jarmily Svaté, provdané Fuksové, byl zpečetěn…“ Tato informace mi byla potvrzena i Karlem Zdeňkem Slabým během našeho rozhovoru. Na úmrtním oznámení je psané, že zemřela náhle. Loučení se zesnulou proběhlo v pondělí 4. května v 16 hodin ve velké obřadní síni krematoria Praha, Strašnice. Její sestra Věra s manželem Ervínem zůstali jejími jedinými žijícími příbuznými. „Její životní osud, zejména jeho strastiplný závěr, ztvárnila Helena Hodačová v románu Zpožděný vlak do Paříže (1965).“

## Dílo
Její prvotina byla Andělčina kariéra. Sama o svém prvním díle napsala: „Hned moje první kniha Andělčina kariéra byla obžalobou tehdejší buržoasní třídy, ovládající kulturu a její zákulisí.“ V tom samém roce napsala i knihu V zajetí domova, která byla vydána až v roce 1936 v Praze. Časopisecky ji v roce 1937 v Lidových novinách vycházel román na pokračování – Sedm kamarádů slečny Vivian, který se v knižní podobě dostal na pulty knihkupectví o rok později. Během druhé světové války napsala román Petr zbláznil město (1944), který se stal ihned jejím předním dílem, a podle něho vypracovala roku 1946 filmový scénář. V roce 1963 je její nejznámější kniha přeložena do ruštiny a následně v Rusku vydána. Dílo se dočkalo roku 1958 druhého vydání, které bylo doplněno ilustracemi Heleny Zmatlíkové.  Bezprostředně po válce Svatá napsala (na základě vyprávění bývalého vězně Václava Václavíka) reportáž o koncentračním táboře Mauthausen. Jedná se o dílo z roku 1945 Milenci SS smrti. Jedna z kapitol této knihy ji inspirovala k napsání dramatu Nenapravitelní, které mělo v roce 1946 premiéru i bylo vydáno. Po desetileté odmlce Jarmila uvedla na knižní trh dílo pro děti – Blaník, hora tajemná. Následují další dvě knihy pro děti, tj. To byl jeden rok (1957) a Dvanáct pohádek (1958). V roce 1959 je napsána próza Pět dnů zabývající se osudy obyvatel jednoho pražského činžáku během květnového povstání. Svatá rok před svou smrtí stihla vydat poslední knihu, kterou věnovala dětem, O náprstku, nůžkách a Drobňouskovi.
Svatá roku 1945 věnovala příspěvek do sborníku In memoriam Josefa Hory. Sestavila i Zábavný kalendář na rok 1949. Napsala také doslov ke knize Vladislava Vančury Kubula a Kuba Kubikula z roku 1952, vydavatelství Osvěta. O Vančurovi napsala: „Byl tak krásný člověk, jako je krásná naše vlast.“ 

## Kulturní a politický život
Jarmila se až do úplného vyčerpání účastnila veřejného života. Pořádala kulturní besedy, přednášky aj. 16. února 1943 se stala členkou Syndikátu českých spisovatelů, v něm setrvala až do roku 1948. 1. října 1945 se stala členkou Komunistické strany československé. Jarmila Svatá byla též členkou rozhlasové komise Syndikátu českých spisovatelů, aktivu komunistů spisovatelů při UV KSČ, Česko-řecké společnosti, Vydavatelstva Družstevní práce v Praze a Protifašistické společnosti (od 1. ledna 1946), Československého svazu žen v roce 1950.11. března 1948 pořádala Komunistická strana Československa  Soudružský večer v Národním domě na Smíchově. Během kulturní části deklamovala Jarmila Svatá přednášku na téma Politický referát. KSČ organizovala 15. března 1948, taktéž v Národním domě, Besedu žen O současných otázkách kulturně-politických, kterou vedla Jarmila Svatá společně s Karlem Konrádem. S ním pořádala i 23. dubna 1949 v Domažlicích Fučíkův večer.   Zúčastnila se 4. až 6. března 1949 Sjezdu československých spisovatelů v budově Národního shromáždění. Byla kulturní patronkou v okresech Jáchymov a Nový Bor.. V roce 1950 se zde své funkce vzdala. Tentýž rok, 27. března, přišlo z Čs. státního filmu potvrzení, že pracuje jako člen tvůrčího kolektivu u Čs. státního filmu – výroba – Praha Barrandov. O rok později (4. srpna) byl pracovní poměr rozvázán z důvodu prověrek tvůrčích pracovníků a tvůrčích kolektivů. Podepsala májový manifest roku 1945 a první vydání revolučního manifestu Kupředu, zpátky ni krok! z února 1948. Hlásila se k prezidentu Gottwaldovi. „V závěru podotýkám, že jsem vždycky byla komunistkou, ničím jiným bych být vůbec nemohla.“